# Eugenio Hartzenbusch e Hiriart
(José) Eugenio Hartzenbusch e Hiriart, también conocido por su pseudónimo Maxiriart (Madrid, 29 de mayo de 1840 - Madrid, 7 de marzo de 1910), fue un bibliógrafo español, hijo del poeta, dramaturgo, traductor y editor Juan Eugenio Hartzenbusch Martínez, que no debe ser confundido con él por la similitud de su nombre abreviado, por lo que se le conoce generalmente sin el primero de sus nombres de pila.

## Biografía
Fue oficial primero del Cuerpo Facultativo de Archiveros, Bibliotecarios y Arqueólogos y trabajó sobre todo en la Biblioteca Nacional de Madrid, como su padre. Durante cierto tiempo fue encargado de la "Sala tercera", que acogía las colecciones de prensa, sobre las cuales escribió algunas obras bibliográficas, la primera de las cuales fue premiada en el concurso de la misma Biblioteca en 1873; el autor renunció a la dotación económica generosamente, pero la obra no se pudo imprimir por falta de medios hasta mucho tiempo después. También escribió la bibliografía de su padre e investigó pacientemente desentrañar los pseudónimos y criptónimos usados por los autores en los artículos de prensa y libros de su época, sobre lo cual también publicó en revistas algunos trabajos que luego reunió en un libro. Su obra, aun siendo muy meritoria para su tiempo, se resiente ahora de cierta falta de pretensiones y algunas inexactitudes, pero aunque ha sido complementada con excelentes estudios parciales, todavía no ha habido ninguna obra general que la sustituya en cuanto a la documentación bibliográfica de la prensa en conjunto del siglo XIX. Sin embargo, en el campo de los pseudónimos, por ejemplo, parece ser más exacto hoy el Diccionario de seudónimos literarios españoles, con algunas iniciales (1977), de P. P. Rogers y F. A. Lapuente.

## Obra
- Unos cuantos seudónimos de escritores españoles con sus correspondientes, nombres verdaderos apuntes recogidos y coleccionados por Maxiriarth, ed. corregida y aumentada, Madrid: Sucesores de Rivadeneyra, 1904.
- Apuntes para un catálogo de periódicos madrileños desde el año 1661 al 1870; premiado en el concurso de la Biblioteca Nacional de 1873, tres años después no estaba aún impreso, así que el autor publicó un resumen a su costa titulado Periódicos de Madrid: tabla cronológica de los incluidos en la obra premiada por la Biblioteca Nacional en el certamen público de 1873 (Madrid, Imprenta Estereotipia y Galvanoplastia de Aribau y C.ª, 1876); al fin se imprimió en Madrid: Sucesores de Rivadeneyra, 1894; luego, Madrid: Biblioteca Nacional, 1973, reimpresión; Madrid: Ollero & Ramos, 1993, reimpresión.
- Bibliografía de Hartzenbusch (Excmo. Sr. D. Juan Eugenio) formada por su hijo, Madrid: Sucesores de Rivadeneyra, 1900.